# Gore (Nieuw-Zeeland)
Gore is een plaats in de regio Southland op het Zuidereiland van Nieuw-Zeeland, 64 kilometer ten noordoosten van Invercargill. Gore is na Invercargill de grootste plaats in Southland.
Oorspronkelijk heette de plaats Longford, maar werd hernoemd naar Sir Thomas Gore Browne, de vierde gouverneur van Nieuw-Zeeland. Door de Mataura River is het verdeeld in Gore en East Gore. De Main South Line spoorlijn van Dunedin naar Invercargill komt door Gore, maar de passagiersdienst is gestopt in 2003.

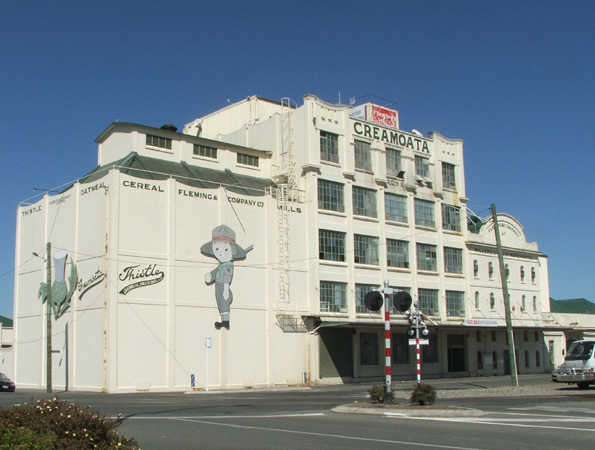
Fleming's Creamoata Mill complex
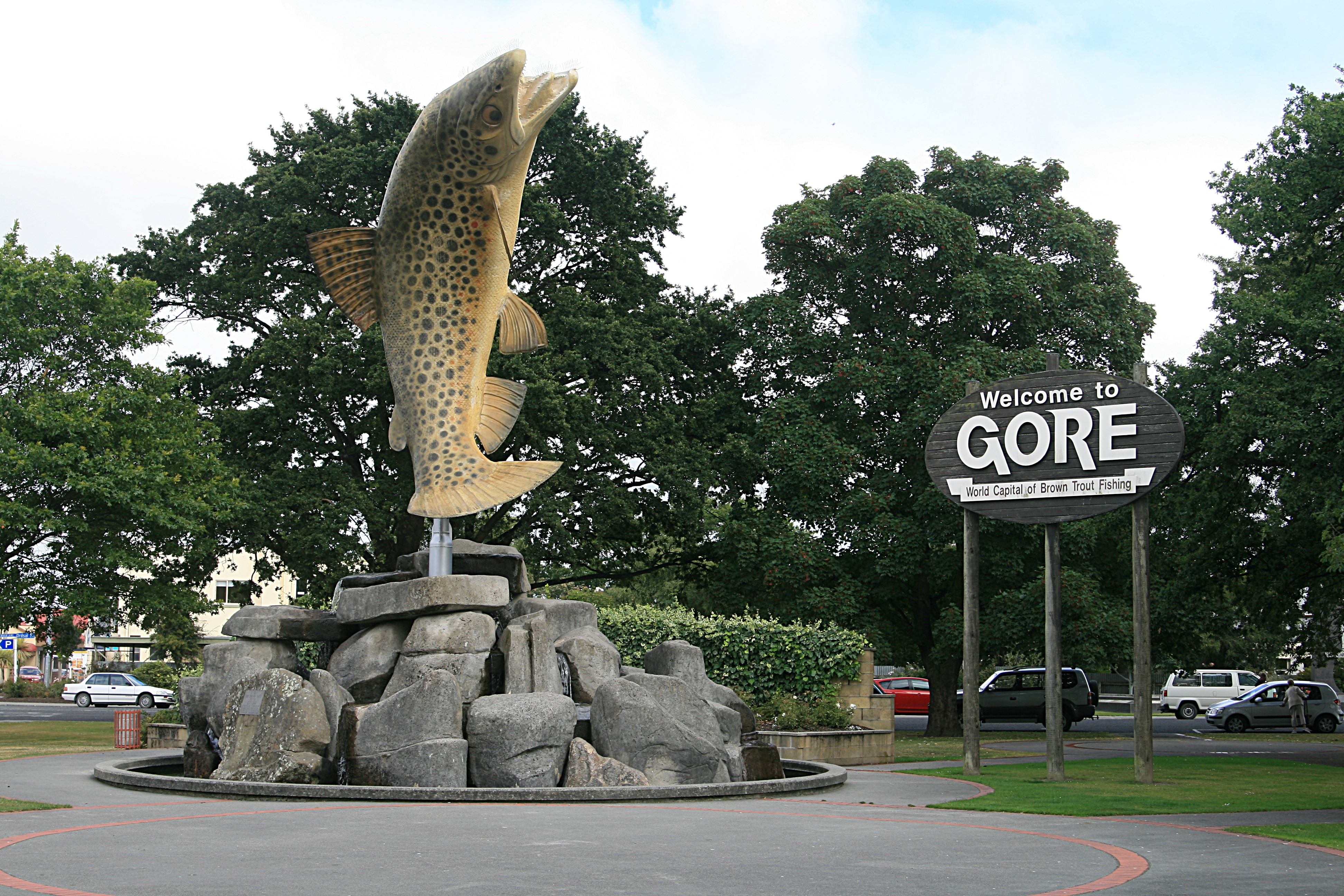
Gore

## Geboren in Gore
- Jenny Shipley (4 februari 1952), politica en premier (1997-1999)